# Parafia św. Michała Archanioła w Uzarzewie
Parafia Świętego Michała Archanioła – rzymskokatolicka parafia znajdująca się we wsi Uzarzewo, w gminie Swarzędz, w powiecie poznańskim. Należy do dekanatu swarzędzkiego. 
Parafia w Uzarzewie powstała prawdopodobnie w XII wieku. Kościół parafialny wzniesiono w XVIII wieku, w miejscu wcześniejszego, który został rozebrany w 1749. Jest to świątynia drewniana, jednonawowa, o konstrukcji szachulcowej. Obiekt leży na Szlaku Kościołów Drewnianych wokół Puszczy Zielonka.
Parafia znajduje się w unii personalnej z parafią w Biskupicach.